# Bayi Rockets
Els Bayi Shuanglu Rockets (en xinès, 八一双鹿电池火箭) coneguts amb el nom Bayi Rockets i des de 2008 Bayi Fubang, és un equip de bàsquet xinès amb seu a la ciutat de Ningbo, a la regió de Zhejiang, que competeix a la divisió sud de la Chinese Basketball Association (CBA). disputa els seus partits al Ningbo Youngor Sports Center Stadium, amb capacitat per a 5.000 espectadors.

## Història
El club com a tal va ser fundat l'any 1995 per a la nova competició de la CBA, però ja existia des de feia molts anys, havent aconseguit fins aquella data 34 títols nacionals. És l'equip de l'Exèrcit Popular d'Alliberament, i el seu nom, Bayi, en xinès significa 1 d'agost, i fa referència a la data de la creació de l'EPL.
Va guanyar els 6 primers títols de la CBA de forma consecutiva, aconseguint posteriorment dos campionats més, el 2004 i el 2007.

## Palmarès
- CBA

Campió(8): 1996-2001, 2004 y 2007
Finalista(3): 2002, 2004 y 2006

## Jugadors destacats
- Wang Zhizhi
- Mu Tiezhu
- Mo ke